# مارسيلو أليساندرو غوميز دا سيلفا
مارسيلو أليساندرو غوميز دا سيلفا (10 سبتمبر 1977 في البرازيل – )؛ هو لاعب كرة قدم سابق كان يلعب كمدافع.

## وصلات خارجية
- مارسيلو أليساندرو غوميز دا سيلفا على موقع عالم كرة القدم.نت (الإنجليزية)